# Karl Dieffenbach
Karl Dieffenbach (Schlitz, 2. studenog 1859. – Düsseldorf, 17. ožujka 1936.) je bio njemački general i vojni zapovjednik. Tijekom Prvog svjetskog rata zapovijedao je 22. pješačkom divizijom, VIII. korpusom i IX. pričuvnim korpusom na Zapadnom i Istočnom bojištu.

## Vojna karijera
Karl Dieffenbach rođen je 2. studenog 1859. u Schlitzu. U prusku vojsku stupio je 1879. služeći u 69. rajnskpj pješačkoj pukovniji u Trieru. Od 1888. godine pohađa Prusku vojnu akademiju, te se po završetku iste, 1891. godine, s činom poručnika vraća na službu u 69. rajnsku pješačku pukovniju. U lipnju 1893. promaknut je u čin satnika, nakon čega služi u Glavnom stožeru. Od 1896. služi kao zapovjednik satnije u 35. pješačkoj pukovniji, da bi se potom dvije godine poslije ponovno vratio na službu u Glavni stožer. U kolovozu 1899. unaprijeđen je u čin bojnika, te premješten u 30. pješačku pukovniju gdje zapovijeda bojnom.
U travnju 1904. imenovan je ravnateljem vojne škole u Neissi. Dvije godine poslije, u siječnju 1906., promaknut je u čin potpukovnika, dok je u čin pukovnika unaprijeđen 1906. godine kada postaje zapovjednikom 6. grenadirske pukovnije smještene u Posenu. U travnju 1912. promaknut je u čin general bojnika, te je istodobno imenovan zapovjednikom 28. pješačke brigade sa sjedištem u Düsseldorfu.

## Prvi svjetski rat
Na početku Prvog svjetskog rata Dieffenbach postaje zapovjednikom 22. pješačke divizije koja se na Zapadnom bojištu nalazila u sastavu 3. armije kojom je zapovijedao Max von Hausen. Zapovijedajući navedenom divizijom Dieffenbach sudjeluje u opsadi Namura. Ubrzo međutim, u listopadu 1914. Dieffenbach je s 22. pješačkom divizijom premješten na Istočno bojište gdje je u travnju 1915. primio promaknuće u general poručnika. 
Tijekom Brusilovljeve ofenzive 22. pješačka divizija nalazila se u sastavu Armijske grupe Marwitz, da bi nakon zaustavljanja ruskog napredovanja zajedno s još dvije austrougarske divizije formirala Korpus Dieffenbach. U prosincu 1916. Dieffenbach od Juliusa Riemanna preuzima zapovjedništvo nad VIII. korpusom kojim zapovijeda do ožujka 1917. kada postaje zapovjednikom IX. pričuvnog korpusa koji je držao položaje kod Ypresa. S navedenim korpusom uspješno sudjeluje u Bitci kod Arrasa za što 26. travnja 1917. je odlikovan ordenom Pour le Mérite. Nakon toga tijekom 1917. Dieffenbach sudjeluje u Bitci kod Messinesa, te Trećoj bitci kod Ypresa.
Dieffenbach je i tijekom 1918. godine s IX. pričuvnim korpusom nastavio držati položaje u Flandriji. Sudjelovao je u Proljetnoj ofenzivi u kojoj je napao savezničke položaje kod Scarpe.

## Poslije rata
Nakon završetka rata Dieffenbach je najprije stavljen na raspolaganje da bi u svibnju s počasnim činom generala pješaštva konačno bio umirovljen. Preminuo je 17. ožujka 1936. godine u 77. godini života u Düsseldorfu.   

## Vanjske poveznice
(eng.) Karl Dieffenbach na stranici Prussianmachine.com

(njem.) Karl Dieffenbach na stranici Deutschland14-18.de